# صبحي ياسين
صبحي ياسين (1920-1968) كاتب ومنظر ثوري فلسطيني، ولد في مدينة شفا عمرو في الداخل الفلسطيني المحتل. درس المرحلة الأساسية والإعدادية في مدرسة شفا عمرو وفي مدرسة البرج الإسلامية في حيفا.

## حياته النضالية
التحق صبحي محمد ياسين بالعمل الوطني في مرحلة مبكرة من حياته، فشارك سنة 1935م في ثورة القسام، وفي الثورة الفلسطينية الكبرى (1936-1939) ترأس صبحي تنظيم النجادة الكشفي في شفا عمرو كما كان أحد عناصر "فيصل شفاعمرو" بقيادة مفلح علي حمادة، وقد شن هذا الفيصل غارات عسكرية على مستعمرات "كفار يوحنان" إلى الجنوب الغربي من شفاعمرو، و"كفار عطا" و"كفار حاييم" والشيخ بريك في مرج ابن عامر، وتل النحل بين عامي (1938-1939) وغيرها.
كما شارك في معركة ترشيحا الكبرى عام 1939، والتحق بجيش الإنقاذ ثم ألقي القبض عليه مع آخرين، وحكم عليه بالإعدام، ولكن سلطات الانتداب البريطاني أطلقت سراحه مع عدد كبير من المحكومين عقب الانتصارات الألمانية على النازية في أوروبا. وشارك في المعارك التي خاضها الجيش أثناء أحداث النكبة منها معركة جدين قرب ترشيحا في كانون الثاني/ يناير عام 1948.
نزح صبحي ياسين عقب نكبة 1948 إلى لبنان ثم إلى دمشق. وعاش في مخيم اليرموك في سوريا بعد النكبة، وحارب وشارك في جيش الإنقاذ العربي بين عامي1947-1948 كضابط ضمن لواء كان يقوده أديب الشيشكلي من سوريا والذي اصبح فيما بعد رئيس جمهورية سوريا. وشارك في تأسيس الاتحاد القومي الفلسطيني عام 1959، حيث فتح له مكتبًا في غزة ودمشق، وكان من أوائل من نظَّم عمليات التسلل إلى الداخل المحتل انطلاقًا من غزة وقد عُرفت مجموعته المتسللة باسم ”خالد بن الوليد”، وكانت على علاقة بالنظام المصري، وشرع بتشكيل خلايا مقاومة في الضفة الغربية بالتعاون مع المقاوِمَيْن أبو إبراهيم الكبير ومحمد عبد العزيز أبو رية تحت اسم  كتيبة “الفدائيين”، والتي تلقت دعمًا مصريًا، حيث شنَّت هذه الخلايا هجمات على مواقع الاحتلال في الداخل المحتل، كما شارك في صد العدوان الثلاثي على مصر عام 1956. كانت المنظمة مرتبطة بالاستخبارات العسكرية المصرية قبل أن يلجأ إلى سوريا، وكونه ناصرياً متشدداً فقد اتهم بالمشاركة في المحاولة الانقلابية التي وقعت في دمشق في 18 تموز 1963م، وتم نفيه إلى القاهرة بعد أن أمضى فترة في السجن.
استقر في مصر بعد عام 1961، وشكَّل منظمة طلائع الفدا لتحرير فلسطين من اتحاد عددٍ من المنظمات الفلسطينية منها؛ منظمة الفدائيين الأحرار، ومنظمة تحطيم مشاريع التوطين، ومنظمة عرب فلسطين، وقد أعلن ياسين عن انطلاقتها في 29 آذار عام 1963، متخذةً من القاهرة مقرًا لها، وأصدرت بيانها الأول في 15 أيار عام 1963، كما أصدرت عددًا من النشرات، وكان لها قواعدها في الضفة الغربية وقطاع غزة، وعُرف جناحها العسكري باسم “فرقة خالد بن الوليد”.
استقر ياسين في الأردن بعد هزيمة حزيران عام 1967، وأقام مع عناصر منظمته قاعدة فدائية في أحراج جرش، وكان عضوًا في المكتب الدائم لمؤتمر المنظمات الفدائية الذي شكلته بعض الفصائل ومنها حركة فتح في إطار التنافس مع قيادة منظمة التحرير، وشاركت إحدى مجموعاته في معركة الكرامة في آذار عام 1968، وشارك في أعمال المجلس الوطني الفلسطيني في تموز عام 1968، واندمجت منظمته مع حركة فتح في أيلول من ذات العام.

## مؤلفاته
يُعد صبحي ياسين منظِّر ثوريًا، وقد أصدر خلال الستينيات عددًا من الكتب منها:
- طريق العودة إلى فلسطين 1960.
- ونظرية العمل لاسترداد فلسطين 1964.
- والفكر والمدفع طريق فلسطين 1966.
- والثورة العربية الكبرى في فلسطين 1936-1939.
- وحرب العصابات في فلسطين 1967.

## اغتياله
اغتيل صبحي ياسين في ظروف غامضة في الأردن، وكان يوم اغتياله في التاسع عشر من تشرين أول/ أكتوبر عام 1968، ونقل جثمانه إلى القاهرة، حيث شيع باحتفال مهيب، ودفن في مقابر الشهداء.